# ديزموند لويس
ديزموند لويس (21 فبراير 1946 بجامايكا - 25 مارس 2018) (بالإنجليزية: Desmond Lewis)‏ هو لاعب كريكت جامايكي. شارك مع منتخب الهند الغربية للكريكت.

## وصلات خارجية
- ديزموند لويس على موقع إي آس بي آن كريك إنفو (الإنجليزية)